# バンコク・パッタヤー病院
バンコク・パッタヤー病院（Bangkok Hospital Pattaya）は、タイにあるバンコク・ドゥシット・メディカル・サービシーズが経営を行うバンコク病院グループ系列の総合病院の一つである。バンコク・パタヤ病院もしくはバンコク病院パタヤなどとも記述される。

## 概略
1991年に100床のベッドのみでチョンブリー県バーンラムン郡に第二次救急病院として開院。タイ東部地域の経済成長に伴って急速に需要が高まり、2008 年現在、400 床のベッド数、常勤医師約 100 名を有する高度救命救急センターとして運営されている。

## 国際対応
国際的な観光地パッタヤーや世界中の企業の集まるチョンブリー・ラヨーン地区のニーズに応えるべく常勤医師は全員英語対応可能とし、各国言語の通訳者を常勤化し現在では英語と日本語を含む22ヵ国語対応としている。安全面の確保、高水準技術の維持・導入に常に配慮し、タイの医療ツーリズムの拠点病院として機能している。